# Le Bouclier de Thor
Le Bouclier de Thor est le trente-et-unième tome de la série de bande dessinée Thorgal, dont le scénario a été écrit par Yves Sente et les dessins réalisés par Grzegorz Rosiński.

## Synopsis
Après avoir affronté les épreuves de Manthor, Jolan et ses compagnons vont devoir, avec leurs pouvoirs, pénétrer dans Asgard et récupérer le Bouclier de Thor. Celui qui le ramènera sera l'Élu, seul capable d'accomplir la mission que lui confiera Manthor. Non seulement cette épreuve est éliminatoire mais les cinq jeunes gens n'ont que trois jours pour réussir. Sur la Terre, Thorgal part à la poursuite des magiciens rouges qui ont enlevé Aniel.

## Publication
- Le Lombard, novembre 2008,  (ISBN 978-2-8036-2486-7)
- Le Lombard, novembre 2008,  (ISBN 978-2-8036-2490-4)